# Johannes Vetter (Kirchenmusiker)
Johannes Vetter (* 1952) ist ein deutscher Kirchenmusiker.

## Leben
Vetter studierte Kirchenmusik an der Folkwanghochschule in Essen. Seine Lehrer waren u. a. Gisbert Schneider und Gerd Zacher. Er legte 1977 sein A-Examen ab. Von 1991 bis 2006 wirkte er als Kantor der Von Bodelschwinghsche Stiftungen Bethel. 2002 erfolgte die Ernennung zum Kirchenmusikdirektor. 2006 bis 2008 war er Kantor an der Kreuzkirche und Marktkirche in Essen. Zurzeit ist er freischaffend als Musiker, Trauerredner und Publizist tätig.

## Veröffentlichungen
- Wenn der Musik die Schwerkraft abhanden kommt. Über die 2. Wiener Schule. Vortrag am 15. Januar 2010 an der Universität Bamberg (Neuere deutsche Literaturwissenschaft)
- Goethe, Bach und Buchenwald. Über die Aufführung der Bach’schen Matthäus-Passion durch Felix Mendelssohn Bartholdy. Vortrag am 6. April 2009 in Heidelberg (Heilig-Geist-Kirche).
- Über das Weinen. Bemerkungen zu Bachs Johannespassion. Vortrag am 11. März 2008 in Remscheid (Evgl. Stadtkirche)
- Vom Liebeslied zur Karfreitagshymne. Zur Geschichte von „O Haupt voll Blut und Wunden“. Vortrag in der Essener Kreuzeskirche am 22. September 2007 im Rahmen der Tagung „Geh aus mein Herz und suche Freud“, veranstaltet vom Kulturwissenschaftlichen Institut Essen und vom Forum Kreuzeskirche Essen
- Jüdische Musik im 3. Reich – verboten, vergessen …. Vortrag am 24. Oktober 2005 in Remscheid (Evgl. Stadtkirche) aus Anlass der Aufführung der Kinderoper „Brundibar“ von Hans Krasa
- „Unnahbar nah“ oder „Er ist’s, der gab, und Er ist’s, der nahm. Sein Name sei gesegnet.“ Vortrag über das Heilige in der Musik am 9. Oktober 2004 im Gemeindehaus der Melanchthonkirche Bochum im Rahmen eines Messiaen-Seminars
- Über die transzendentale Obdachlosigkeit. Vortrag am 22. Juni 2003 in der Bochumer Melanchthon-Kirche. Veröffentlicht in: M. Geuting (Hg.), Horizonte des Hörens. Gerd Zacher zum 75. Geburtstag, Saarbrücken 2006
- Ein Choral wird besichtigt. Nun preiset alle Gottes Barmherzigkeit. In: „Kirche im ländlichen Raum“, Ausgabe 2/2002, Altenkirchen 2002
- Kirchenmusik im Lichte des christlich-jüdischen Dialogs. In: „Gott hat sein Volk nicht verstoßen“, Hauptvorlage für die Landessynode der Evangelischen Kirche von Westfalen, Bielefeld 1999
- Das Elias-Projekt. Protokolle einer Kirchen-Chor-Arbeit; mit Beiträgen von Johannes Vetter (Hg), Antje Vollmer, Johannes Busch, Hans Prolingheuer u. a.; Bielefeld 1996